# Ashill (Norfolk)
Ashill es una parroquia civil y un pueblo del distrito de Breckland, en el condado de Norfolk (Inglaterra).

## Geografía
Según la Oficina Nacional de Estadística británica, Ashill tiene una superficie de 12,26 km².

## Demografía
Según el censo de 2001, Ashill tenía 1426 habitantes (48,81% varones, 51,19% mujeres) y una densidad de población de 116,31 hab/km². El 15,43% eran menores de 16 años, el 68,3% tenían entre 16 y 74 y el 16,27% eran mayores de 74. La media de edad era de 48,72 años. Del total de habitantes con 16 o más años, el 16% estaban solteros, el 64,43% casados y el 19,57% divorciados o viudos.
| 482                         | 547 | 579 | 700 | 637 | 696 | - | - | 656 | 600 | 552 | 539 | 542 | 494 | - | 606 | 498 |
| (Fuente: Vision of Britain) |     |     |     |     |     |   |   |     |     |     |     |     |     |   |     |     |

El 95,51% de los habitantes eran originarios del Reino Unido. El resto de países europeos englobaban al 1,61% de la población, mientras que el 2,88% había nacido en cualquier otro lugar. Según su grupo étnico, el 98,46% eran blancos, el 0,7% mestizos, el 0,21% asiáticos y el 0,42% de cualquier otro salvo negros y chinos. El cristianismo era profesado por el 81,04%, el islam por el 0,35% y cualquier otra religión, salvo el budismo, el hinduismo, el judaísmo y el sijismo, por el 0,21%. El 11,66% no eran religiosos y el 6,74% no marcaron ninguna opción en el censo.
1875 habitantes eran económicamente activos, 1831 de ellos (97,65%) empleados y 44 (2,35%) desempleados. Había 634 hogares con residentes, 10 vacíos y 5 eran alojamientos vacacionales o segundas residencias.